# Wachenheimer Belz
Der Wachenheimer Belz ist eine ca. 1 Hektar umfassende Weinlage der Gemeinde Wachenheim im rheinland-pfälzischen Landkreis Bad Dürkheim.
Der Belz ist eine der vier kleinsten Einzellagen an der Mittelhaardt. Die Weinlage gehört zur Großlage Forster Mariengarten. Der Boden besteht aus Buntsandstein mit kalziumreichen Muschelkalk. Als einer der wenigen Lagen der Gegend ist der Belz mit Spätburgunder bestockt.